# Michael George Henry Barker
Michael George Henry Barker, britanski general, * 1884, † 1960.